# Overlord
Overlord (слободан превод Господар) је акционо-истраживачка игра коју је развио Тријумф Студиос, а објавио Коудмастерс за Xbox 360, Play Station 3 и Windows. Игра је објављена 27. јуна 2007. године у Северној Америци и 29. јуна 2007. године у Европи.
Игра је смештена у неименованом измишљеном свету, где играч контролише ратника враћеног из мртвих који је познат само под именом Overlord (слоб. превод Господар) који контролише хорде створења налик гремлиниима који се зову „слуге". Играч мора поразити седам корумпираних хероја и преузети њихове територије. Ова игра поседује могућност корупције, где одређене радње и избори могу утицати на ток игре и на причу. Иако играч контролише Оверлорда у трећем лицу, начин на који контролише слуге подсећа на стратегије у реалном времену и надоградње подсећају на MMORPG.
У овој игри има доста црног хумора често у облику сатире или пародије класичних игри у измишљеном свету и причи. Постоји експанзија ове игре која се зове Overlord:Raising Hell и наставак Overlord II.

## Прича
Игра почиње када гремлинии отварају ковчег у катакомбама и оживљавају човека, облаче га у оклоп дају му титулу Господара, након што је последњи Господар умро, и контролу над њима. Најстарији међу гремлинима Гнарл подсећа хероја шта се десило, пошто се он не сећа, и подсећа га да мора да убије седам хероја који су га убили (иако га они нису убили јер је он био један од њих и заједно су ишли против прошлог Господара који га је убио). Сваки од седам хероја у наредним годинама,
пада у један од грехова. Седам хероја су: полутан Мелвин Дебели који је пао у грех стомакоугађања, виловњак Оберон Гринхејз је пао у грех лењости, сер Вилијам Црни је пао у грех пожуде, патуљак Голдо Голдерсон је пао у грех похлепе, хероина Накит је пала у грех зависти, Кан Ратник је пао у грех гнева. Седми херој је у ствари претходни Господар који је преузео тело 7. хероја, чаробњака, и жели да поврати контролу над својим гремлинима.

## Начин игре
Цела игра састоји се из контролисања Господара и његове војске гремлина у њиховој мисији да убију седам хероја који су убили Господаревог претходника. Сваки од тих хероја је пао у један од седам смртних грехова. Играч контролише 4 врсте гремлина који имају своју боју и своје способности. Браон гремлини служе за борбу из близине и они једини могу да користе оружје, плави гремлини могу да оживљавају погинуле гремлине и да пливају, црвени гађају непријатеље ватреним лоптама, упијају ватру и имуни су на нападе ватром и зелени гремлини могу да скоче непријатељу на леђа и да га тако брже убију и да упијају отровне гасове. Гремлини се стварају у рупама за стварање који се налазе широм игре. Играч мора да плати животну енергију да би стварао гремлине која се може добити убијањем непријатеља. На почетку играч може да контролише само 5 гремлина али како игра напредује број гремлина који се контролише се повећава. Поред тога што контролише гремлине, играч може да их жртвује у олтарима крви и магије, да би обновио Господареву енергију и ману. Такође их може жртвовати у ковачници да побољша своје оружје и оклоп.
Игра почиње у оронулој кули која служи као штаб за играча. Када током игре украдени артефакти буду враћени у кулу, Господар добија нове чаролије и повећава му се максимална енергија и мана. Такође током игре играч враћа јазбине плавих, зелених и црвених гремлина да би могао да их контролише. Играч купује и надограђује оружје у ковачници. Играч такође може да се бори са непријатељима које је победио (осим једног од 7 хероја и ретких звери) у арени.